# Hokej na ledu na Zimskih olimpijskih igrah 2018
Hokej na ledu na Zimskih olimpijskih igrah 2018. 

## Moški

### Sodelujoče države
| Skupina A                               | Skupina B                             | Skupina C                                                   |
| --------------------------------------- | ------------------------------------- | ----------------------------------------------------------- |
| - Kanada - Češka - Švica - Južna Koreja | - Rusija - ZDA - Slovaška - Slovenija | - Švedska - Finska - Predloga:Podatki države NEM - Norveška |